# Scagea
Scagea là một chi thực vật có hoa trong họ Picrodendraceae.

## Loài
Chi Scagea gồm các loài: